# Rudolf Bürger
Rudolf Bürger (Temesvár, 31 d'octubre de 1908 - 20 de gener de 1980) fou un futbolista romanès de les dècades de 1920 i 1930.
Disputà 34 partits amb la selecció de futbol de Romania, amb la qual participà en els Mundials de 1930, 1934 i 1938. Pel que fa a clubs, defensà els colors del Ripensia Timişoara